# 艾琳·奇克马塔纳
艾琳·奇克马塔纳（英語：Eileen Cikamatana，1999年9月18日—），斐济、澳大利亚举重运动员，2018年英联邦运动会女子90公斤级金牌得主、2022年英联邦运动会女子87公斤级金牌得主、2022年世界举重锦标赛女子87公斤级银牌得主、2023年世界举重锦标赛女子81公斤级铜牌得主。